# Peklo (Vamberk)
Peklo  (německy Höllengrund) je vesnice, část města Vamberk v okrese Rychnov nad Kněžnou. Nachází se asi 2 km na severovýchod od Vamberka. V roce 2009 zde bylo evidováno 215 adres. V roce 2001 zde trvale žilo 349 obyvatel.
Peklo leží v katastrálním území Peklo nad Zdobnicí o rozloze 3,46 km2.

## Historie
V písemných pramenech se sídlo připomíná k roku 1543 (ves Peklo).
Jméno "Peklo" pochází od četných divokých a hlubokých srázů a roklí při řece Zdobnici.
Nalézá se zde železniční zastávka na trati 023 při řece v rokli a hlubokém lese, sloužící i pro blízký Jahodov.